# 30A busz (Budapest)
A budapesti 30A jelzésű autóbusz a Keleti pályaudvar és Megyer, Szondi utca között közlekedik. A vonalat az ArrivaBus Kft. és a Budapesti Közlekedési Zrt. üzemelteti. A járatnak mind a négy metróvonallal van átszállási kapcsolata: a Keleti pályaudvarnál az M2-es és az M4-es metróra, a Hősök terén az M1-es metróra, Újpest-központban (Szent István tér és Munkásotthon utca megállókban) pedig a M3-as metró lehet átszállni. Emellett a vonal relatív hosszúsága miatt számos felszíni járathoz rendelkezik átszállási kapcsolattal.

## Története
1958. október 26-án 30A jelzésű temetői betétjárat indult Újpest, Tanácsház és Megyeri temető között. A betétjáratot állandó jelleggel november 24-én újraindították a Keleti pályaudvar és a Leibstück Mária utca között, kizárólag munkanapokon. Megszüntetésének időpontja ismeretlen, 1960-tól 1964-ig újra temetői járatként működött, illetve 1969-től 1981-ig szilveszterkor is járt a Keleti pályaudvar és Újpest, Tanácsház között. 1993-ban újraindult  és 2007-ig járt temetői járatként Újpest-központ és Megyer, Szondi utca között.
2008. szeptember 6-án a 30-as buszt meghosszabbították Káposztásmegyer, Mogyoródi patakig, a korábbi útvonalán, Keleti pályaudvar és Megyer, Szondi utca között 30A jelzésű betétjárat indult. 2008-ban elvették a Nógrád Volán Zrt.-től, mert a megnövekedett forgalom miatt nem tudták ellátni a feladatukat és így Ikarus 280-as típusú buszok kerültek a vonalra.
2017. október 30-ától Megyer felé is megáll a Benczúr utcánál.
2017. november 4-én útvonala egyszerűsödött, egyik irányban sem érinti a Verseny utca megállót.
2017. december 21-étől Angyalföld vasútállomásnál is megáll.
2021. november 6-ától hétvégente és ünnepnapokon az autóbuszokra kizárólag az első ajtón lehet felszállni, ahol a járművezető ellenőrzi az utazási jogosultságot.

## Útvonala
| Megyer, Szondi utca felé |
| Keleti pályaudvar M vá. – Kerepesi út – Baross tér – Thököly út – Dózsa György út – Vágány utca – Szent László út – Kisgömb utca – Reitter Ferenc utca – Gyöngyösi utca – Béke utca – Pozsonyi utca – István út – Deák Ferenc utca – Nádor utca – Türr István utca – Mildenberger utca – Baross utca – Fóti út – Megyeri út – Megyer, Szondi utca vá. |
| Keleti pályaudvar felé |
| Megyer, Szondi utca vá. – Megyeri út – Fóti út – Baross utca – Mildenberger utca – Türr István utca – Nádor utca – Deák Ferenc utca – István út – Pozsonyi utca – Béke utca – Gyöngyösi utca – Reitter Ferenc utca – Mór utca – Szent László út – Vágány utca – Dózsa György út – Thököly út – Baross tér – Kerepesi út – Keleti pályaudvar M vá.     |

## Megállóhelyei
Az átszállás kapcsolatok között a 30-as és 230-as jelzésű járat nincsen feltüntetve, mivel ugyanazon az útvonalon közlekednek.
| 0  | Keleti pályaudvar M végállomás       | 40 | 20E 73, 76, 80 23, 24 G10 S60 G60 Z60 S80 G80 IC, EC, EN, InterRégió, sebesvonat, gyorsvonat, expresszvonat,             | Keleti pályaudvar, Arena Plaza                      |
| 2  | Keleti pályaudvar M                  | 39 | 5, 7, 7E, 8E, 20E, 107, 108E, 110, 112, 133E 78, 79                                                                      | Keleti pályaudvar                                   |
| 4  | Reiner Frigyes park                  | 37 | 5, 7, 110, 112, 133E |                                                     |
| 6  | Ötvenhatosok tere                    | 36 | 74, 75, 79 |                                                     |
| ∫  | Dembinszky utca                      | 35 | 74, 75, 79 |                                                     |
| 7  | Damjanich utca / Dózsa György út     | 34 | 70, 75, 79 |                                                     |
| 8  | Benczúr utca                         | 32 | 75, 79 |                                                     |
| 9  | Hősök tere M                         | 31 | 20E, 105, 210, 210B 72, 75, 79                                                                                           | Fővárosi Állat- és Növénykert, Fővárosi Nagycirkusz |
| 11 | Vágány utca / Dózsa György út        | 29 | 105, 210, 210B 75, 79 |                                                     |
| 13 | Vágány utca / Róbert Károly körút    | 27 | 20E, 32, 105, 210, 210B 1, 1A                                                                                            |                                                     |
| 16 | Szegedi út                           | 24 | 20E, 32 S70 G70 S71 S72 Z72 (Rákosrendező)                                                                               |                                                     |
| 17 | Petneházy utca                       | 23 | |                                                     |
| 18 | Fáy utca                             | 22 | |                                                     |
| 20 | Futár utca                           | 21 | 20E |                                                     |
| 21 | Rokolya utca                         | 20 | |                                                     |
| 22 | Kucsma utca                          | 19 | 120 |                                                     |
| 23 | Gyöngyösi utca                       | 17 | 14 |                                                     |
| 24 | Angyalföld vasútállomás              | 16 | 14 120 S72 Z72 S76 | Angyalföld vasútállomás                             |
| 26 | Angyalföld kocsiszín                 | 16 | 12, 14 20E | Angyalföld kocsiszín                                |
| 27 | Tél utca / Pozsonyi utca             | 14 | 12, 14 25, 120, 121 |                                                     |
| 28 | Újpest-központ M (Munkásotthon utca) | 13 | 12, 14 25, 104, 104A, 120, 147, 170, 196, 196A, 204, 220, 270 308, 309, 310, 313, 314, 315, 316, 317, 318, 319, 320, 321 | IV. kerületi polgármesteri hivatal, Művelődési ház  |
| 29 | Újpest-központ M                     | 11 | 12, 14 25, 104, 104A, 120, 147, 170, 196, 196A, 204, 220, 270 308, 309, 310, 313, 314, 315, 316, 317, 318, 319, 320, 321 | IV. kerületi polgármesteri hivatal, Művelődési ház  |
| 30 | Csokonai utca                        | 9  | 147, 220 |                                                     |
| 31 | Illek Vince utca                     | 7  | |                                                     |
| 33 | Türr István utca / Nádor utca        | 6  | 96 |                                                     |
| 34 | Mildenberger utca                    | 5  | 147 |                                                     |
| 35 | Irányi Dániel utca / Baross utca     | 4  | 147 |                                                     |
| 36 | Baross utca / Fóti út                | 3  | 96, 147, 220 |                                                     |
| 38 | Megyeri út / Fóti út                 | 2  | 96, 122E, 147, 196 |                                                     |
| 39 | Megyeri temető                       | 1  | 122E, 147, 196 | Megyeri temető                                      |
| 41 | Megyer, Szondi utca végállomás       | 0  | 122E, 196 |                                                     |

## Képgaléria

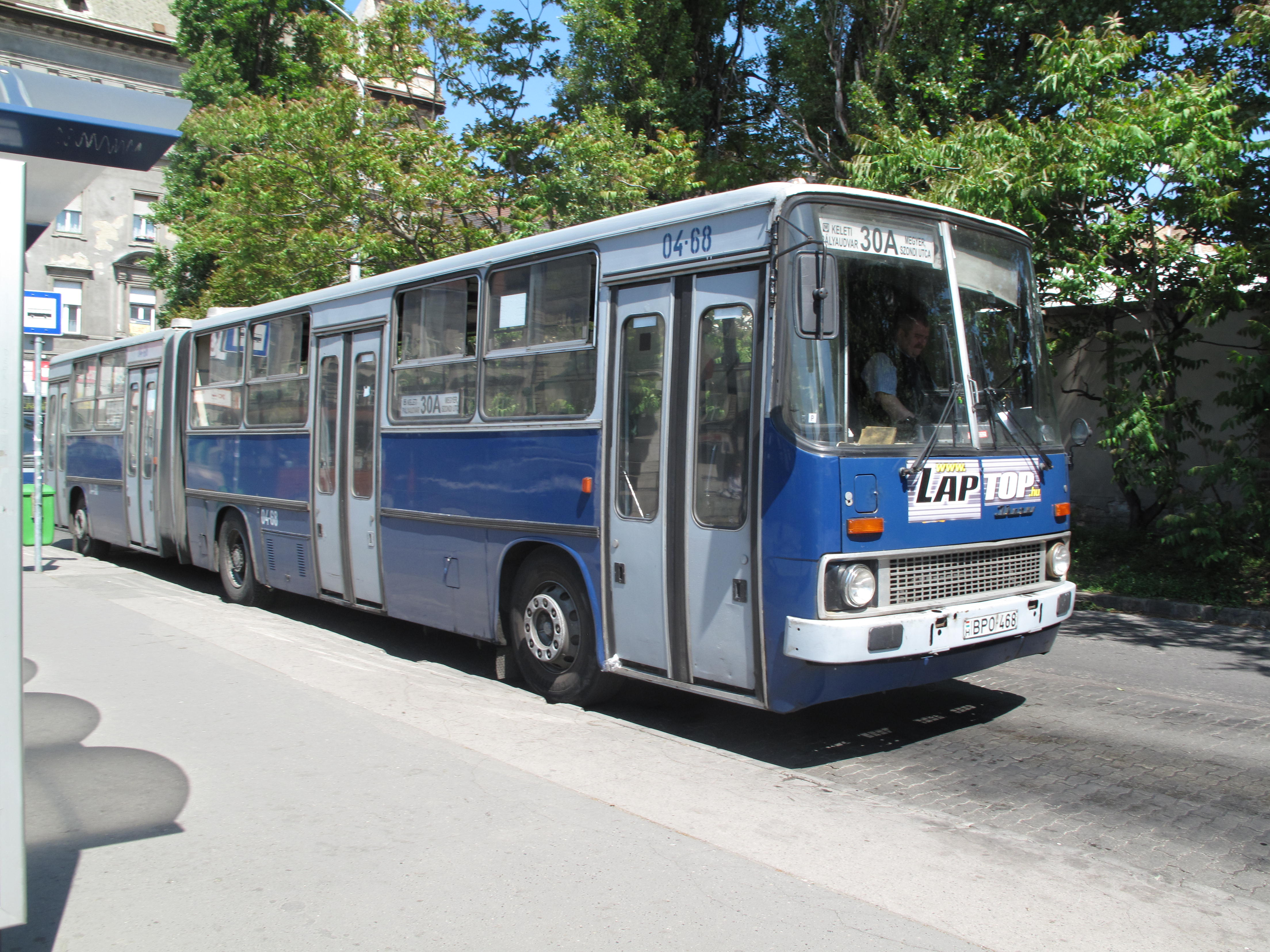
2011-ben a régi Keleti pályaudvar végállomáson
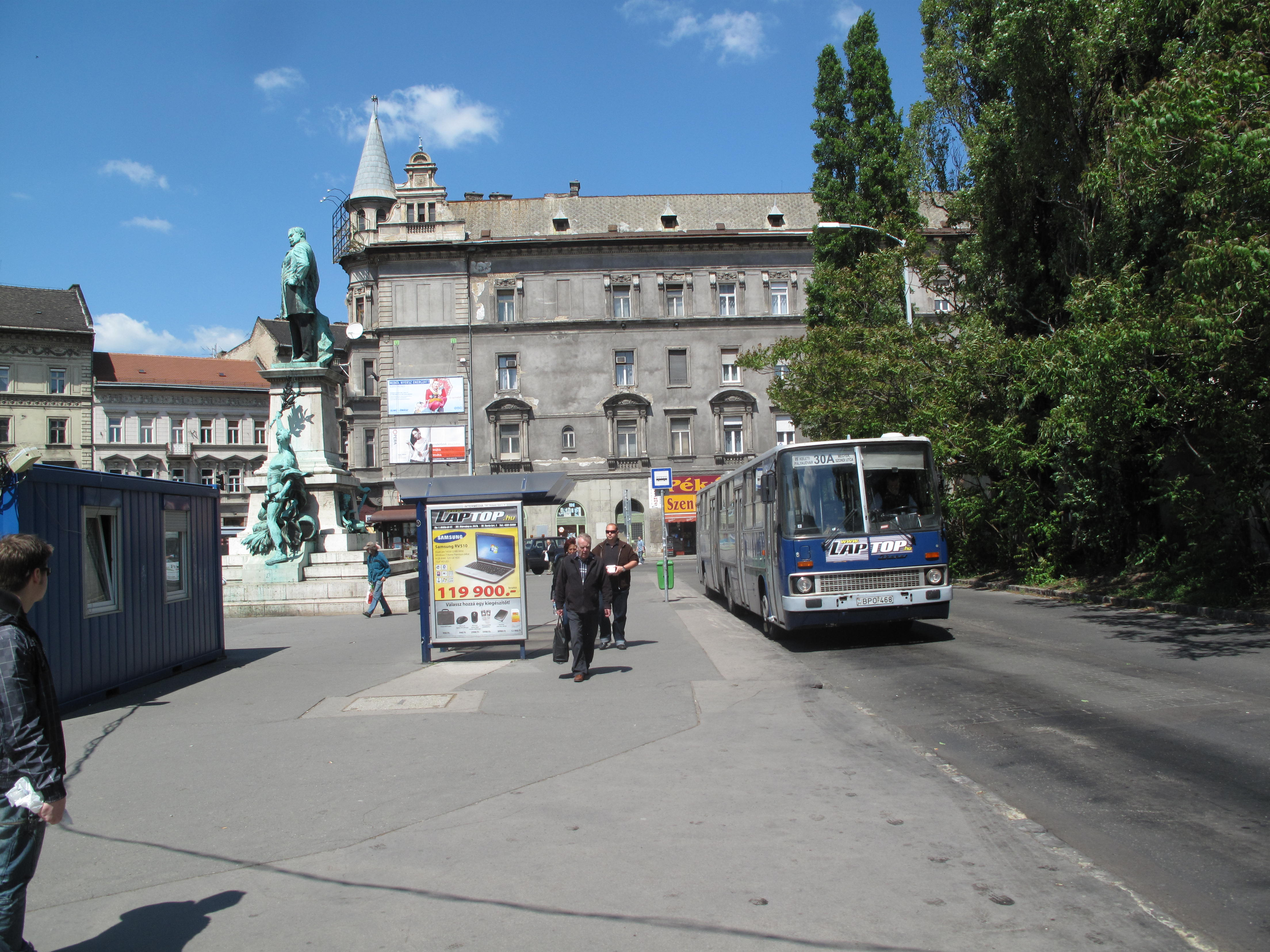
A Keleti pályaudvarnál
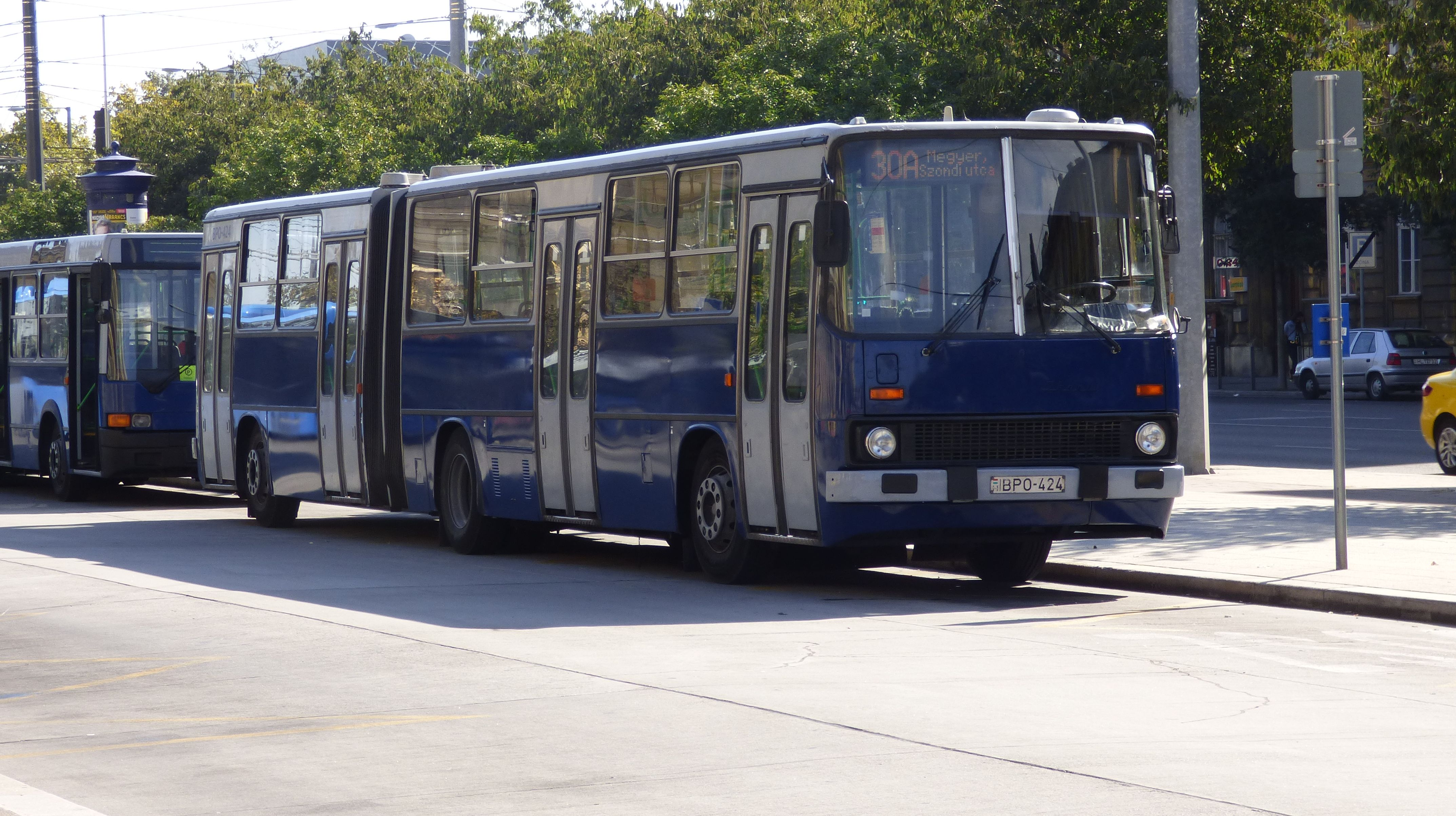
2016-ban az új végállomáson
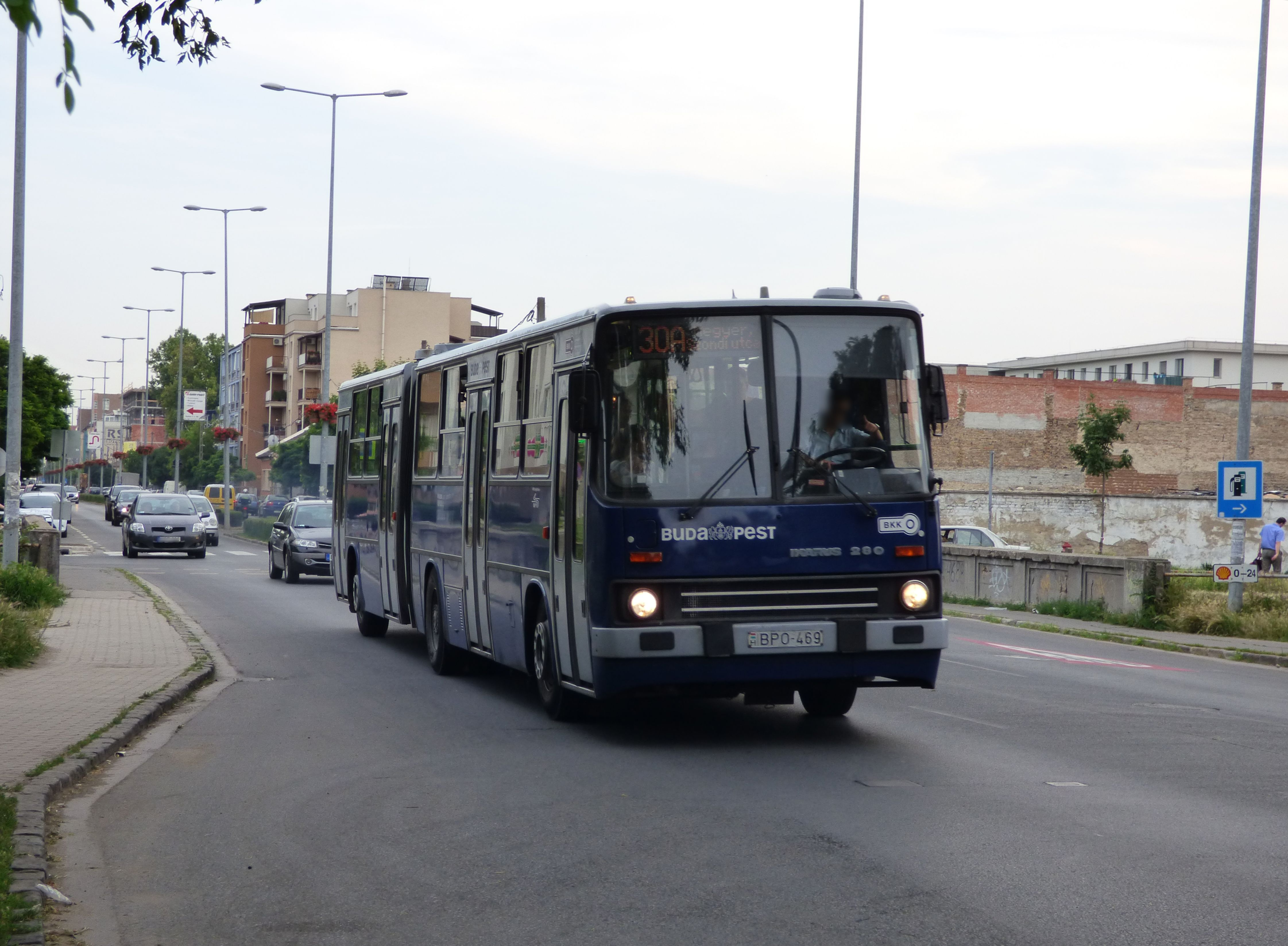
A Reitter Ferenc utcán